# Zech (Familienname)
Zech ist ein deutscher Familienname.
Die Herkunft des Namens ist nicht eindeutig. Folgende Ursprünge sind vorhanden:
- ein zäher, widerstandsfähiger Mensch
- Eine Tätigkeit, die in einer Gruppe umlaufend durchgeführt wird
- Aus dem niedersorbischen 'Cech', eine Bezeichnung für jemanden, der aus Böhmen stammt
- Kurzform eines der polnischen, tschechischen oder niedersorbischen Rufnamens 'esław, Czesław oder Čechoslav'

## Namensträger

### A
- Adam Zech (um 1520–1607), fürstbischöflicher Kanzler und Stadtschreiber von Augsburg
- Alfred Zech (1932–2011), deutscher Kindersoldat und jugendlicher Kriegsheld
- August Ferdinand von Zech (1719–1793), deutscher Geheimer Rat, Kammerdirektor des Stifts Merseburg sowie Rittergutsbesitzer

### B
- Benedikt Zech (* 1990), österreichischer Fußballspieler
- Benno Zech (1928–2022), deutscher Lehrer und Politiker (CDU)
- Bernhard von Zech (Minister) (1649–1720), deutscher Schriftsteller und Minister
- Bernhard von Zech (Politiker) (1681–1748), deutscher Politiker
- Bettina Zech (* 1980), deutsch Schauspielerin und Synchronsprecherin

### C
- Carlferdinand Zech (1928–1999), deutscher Musikwissenschaftler, Komponist und Chorleiter
- Christian Zech (* 1961), deutscher Musiker und Kulturmanager

### D
- Dora Zech (1856–1912), deutsche Malerin
- Dorothea Zech (1929–2017), deutsche Textildesignerin

### F
- Ferdinand Zech von Deybach (1786–1862), königlich-bayerischer Generalmajor und Kämmerer
- Franz Zech (1914–1995), deutscher Lokalpolitiker und Kulturschaffender
- Franz Joseph Wolfgang Zech von Deybach (1737–1778), Augustinerchorherr, Kanoniker und Probst des Stifts St. Georg in Augsburg
- Franz Xaver Zech (1692–1772), deutscher römisch-katholischer Theologe und Kanonist

### G
- Gerhard Zech (Politiker) (* 1937), deutscher Physiker und Politiker (FDP)
- Gerhard Zech (Boxer) (1938–2017), deutscher Boxer

### H
- Hans Zech (Redakteur) (1917–1990), deutscher Chefredakteur und Zeitungswissenschaftler
- Hans Zech (Galerist), deutscher Galerist, Sachverständiger und Museumskurator
- Hans-Walter Zech-Nenntwich (1916–nach 1979), deutscher SS-Offizier
- Harald Zech (* 1969), liechtensteinischer Fußballspieler
- Helmut von Zech (* 1955), deutscher Kommunal- und Landespolitiker (FDP)
- Herbert Zech (Mediziner) (* 1948), österreichischer Gynäkologe
- Herbert Zech (Rechtswissenschaftler) (* 1974), deutscher Jurist und Biologe

### J
- Jada Zech (* 2005), deutsche Synchronsprecherin
- Jakob Zech (Jakob Czech; † 1540), tschechischer Uhrmacher
- Julius Zech (Astronom), Julius August Christoph Zech (1821–1864), deutscher Mathematiker und Astronom
- Julius von Zech auf Neuhofen (1868–1914), deutscher Offizier und Kolonialbeamter
- Julius von Zech-Burkersroda (Politiker) (1805–1872), deutscher Politiker
- Julius von Zech-Burkersroda (1885–1946), deutscher Diplomat, siehe Ernst Lothar Julius Graf von Zech-Burkersroda
- Jürgen Zech (* 20. Jahrhundert), liechtensteinischer Treuhänder und Abgeordneter (FBP)

### K
- Karin Zech-Hoop (* 1973), liechtensteinische Politikerin (FBP)
- Karl Zech (1892–1944), deutscher Politiker (NSDAP)
- Kurt Zech (* 1957), deutscher Unternehmer

### L
- Lore Zech (1923–2013), deutsche Humangenetikerin
- Louis von Zech (* 1944), deutscher Banker
- Ludwig Adolph von Zech  (1683–1760), deutscher Politiker im Dienste des Kurfürsten von Sachsen

### M
- Margot Zech-Weymann (1911–2004), deutsche Architektin
- Maria Aleydis Zech (1713–1773), Zisterzienserin und Äbtissin der Reichsabtei Heggbach
- Michael Zech (* 1977), deutscher Geograph, Bodenkundler und Hochschullehrer.

### N
- Nicolaus Zech (1559–1607), sächsischer Kammerrat

### O
- Otto Zech (1886–1965), deutscher Generalmajor der Luftwaffe
- Otto Zech (Künstler) (* 1948), deutscher Maler, Bildhauer, Installationskünstler und Heilpädagoge

### P
- Paul Zech (1881–1946), deutscher Lyriker
- Paul Heinrich von Zech (1828–1893), deutscher Mathematiker, Physiker und Astronom

### R
- Ralf Tonner-Zech (* 1978), deutscher Chemiker und Hochschullehrer
- Reiko Zech (* 1995), deutscher Wasserballspieler
- Reinhold Zech (* 1948), deutscher Fußballspieler
- Richard Friedrich Zech (1922–2009), deutscher Maler, Grafiker, Bildhauer und Lyriker
- Roger Zech (1967–1991), liechtensteinischer Fußballspieler
- Roland Zech (* 1977), deutscher Geograph und Hochschullehrer
- Rosel Zech (1940–2011), deutsche Schauspielerin

### S
- Sabine Zech (* 1940), deutsche Kommunalpolitikerin (SPD), Oberbürgermeisterin von Hamm
- Sibylla Zech (* 1960), österreichische Hochschullehrerin

### T
- Till Zech (* 1966), deutscher Rechtsanwalt, Steuerrechtler
- Tobias Zech (* 1981), deutscher Politiker (CSU)

### U
- Uli Zech (1927–2010), deutscher Architekt, Stadtplaner und Baubeamter

### W
- Walther Zech (1918–2010), deutscher Verleger
- Werner Zech (1895–1981), deutscher General
- Wilhelm Ernst von Zech (1690–1753), Hofbeamter an den sächsischen Höfen in Weimar und Merseburg
- Wolfgang Zech (* 1937), deutscher Geograph, Bodenkundler und Hochschullehrer, Vater von Michael und Roland Zech